# Piazza Socci
Piazza Ettore Socci è una piazza del centro storico di Grosseto. 

## Descrizione
La piazzetta si apre lungo il lato occidentale di corso Carducci. Da piazza Socci si dirama verso sud-ovest la stretta via Fulceri Paolucci de' Calboli, che la collega con via Mazzini, la circondaria interna del centro storico. Sulla piazza propriamente detta vi si affacciano parte della facciata laterale sinistra di palazzo Berti, presso l'imbocco con via Bertani, la facciata principale di palazzo Moschini (sede dell'Archivio di Stato di Grosseto) e una delle facciate dell'ex palazzo della Banca d'Italia.

## Storia
La piazza sorge sul luogo di alcuni possedimenti della chiesa di San Pietro e appare già con questa forma nella mappa del 1749 del colonnello Odoardo Warren. In precedenza detta "del Pozzo di San Pietro", per la presenza di una cisterna, assunse la denominazione di "piazza Solferino" dopo l'unità d'Italia.
La piazza venne sistemata tra il 1880 e il 1890, su progetto dell'ingegnere Giuseppe Luciani, in quanto punto centrale della città selezionato per ospitare le nuove istituzioni dello Stato unitario. L'ex albergo Stella d'Italia, che qui si trovava, fu trasformato nella sede della Banca d'Italia, mentre il palazzo dei fratelli Pozzi, che già ospitava la Regia ruota criminale e civile, divenne la sede delle Regie poste.
L'odonimo in memoria di Ettore Socci le è stato conferito alla fine del 1907, dopo che vi fu collocato il monumento a Ettore Socci, busto novecentesco dedicato al personaggio politico post-unitario, molto legato a Grosseto e alla Maremma.

## Edifici e monumenti
Monumento a Ettore Socci
Il monumento a Ettore Socci è situato al centro della piazza. Realizzato su disegno dello scultore Emilio Gallori e inaugurato il 24 novembre 1907, nei primi anni quaranta venne fuso per la realizzazione degli armamenti da guerra e rifatto nel 1947 da Tolomeo Faccendi. Il monumento consiste di un busto in bronzo posto su un piedistallo in marmo bianco.
Ex palazzo della Banca d'Italia
L'ex palazzo della Banca d'Italia venne realizzato nel 1896 modificando un edificio preesistente, contemporaneamente ai lavori di riqualificazione del corso, per ospitare la sede provinciale della Banca d'Italia, poi trasferita negli anni settanta del Novecento nel complesso più moderno e funzionale situato in viale Matteotti, fuori delle mura cittadine. L'edificio ha ospitato fino al 1890 anche l'albergo "Stella d'Italia" di Oreste Civinini, poi trasferito nella nuova sede di via Garibaldi.
Palazzo Moschini
Il palazzo Moschini ha subito varie radicali ristrutturazioni durante la sua storia, tra i quali sono da segnalare quello di inizio XIX secolo per opera dei fratelli Pozzi e quello del 1885, anno in cui iniziò ad ospitare le Poste centrali, prima del trasferimento di tali uffici nel palazzo delle Poste di piazza Rosselli. Fu progettato da Gherardo Gherardi, ingegnere capo della provincia di Grosseto, mentre l'interno fu decorato da Carboni di Siena. Durante il secolo scorso, prima venne rialzato di un piano (1908) e successivamente, una volta completato il trasferimento dell'ufficio postale, è divenuto sede dell'Archivio di Stato di Grosseto.